# Barrio Isabelino Palencia
Isabelino Palencia es uno de los sectores que conforman la ciudad de Cabimas en el estado Zulia, Venezuela. Pertenece a la parroquia Germán Ríos Linares.

## Ubicación
Se encuentra entre los sectores Barrio Luis Fuenmayor al oeste (Av 33), Barrio 10 de Febrero al norte (carretera G), el Barrio Sucre  al este (Av 34)y al sur.

## Zona Residencial
La comunidad fue fundada en los años 1980's consolidándose posteriormente, es uno de los sectores más humildes de Cabimas.

## Transporte
Se puede llegar en Bello Monte o con vehículos que vayan rumbo a Ciudad Sucre Cabimas.en la comunidad existe la linea de carros por puesto,H y Delicias. Los cuales transcitan en la avenida primcipal del barrio y hacen su recorrido hasta el centro de Cabimas.Ademas en ciertas ocaciones hay busetas también auspiciadas por la Alcaldia de Cabimas. Las cuales hacen un recorrido desde el centro de Cabimas hasta las afueras de la ciudad. Pasando por la avenida principal de Barrio.